# Francesco Felice Alberti di Enno
Francesco Felice Alberti di Enno (Trento, 4 ottobre 1701 – Trento, 31 dicembre 1762) è stato principe vescovo di Trento dal 1758 al 1762.

## Biografia

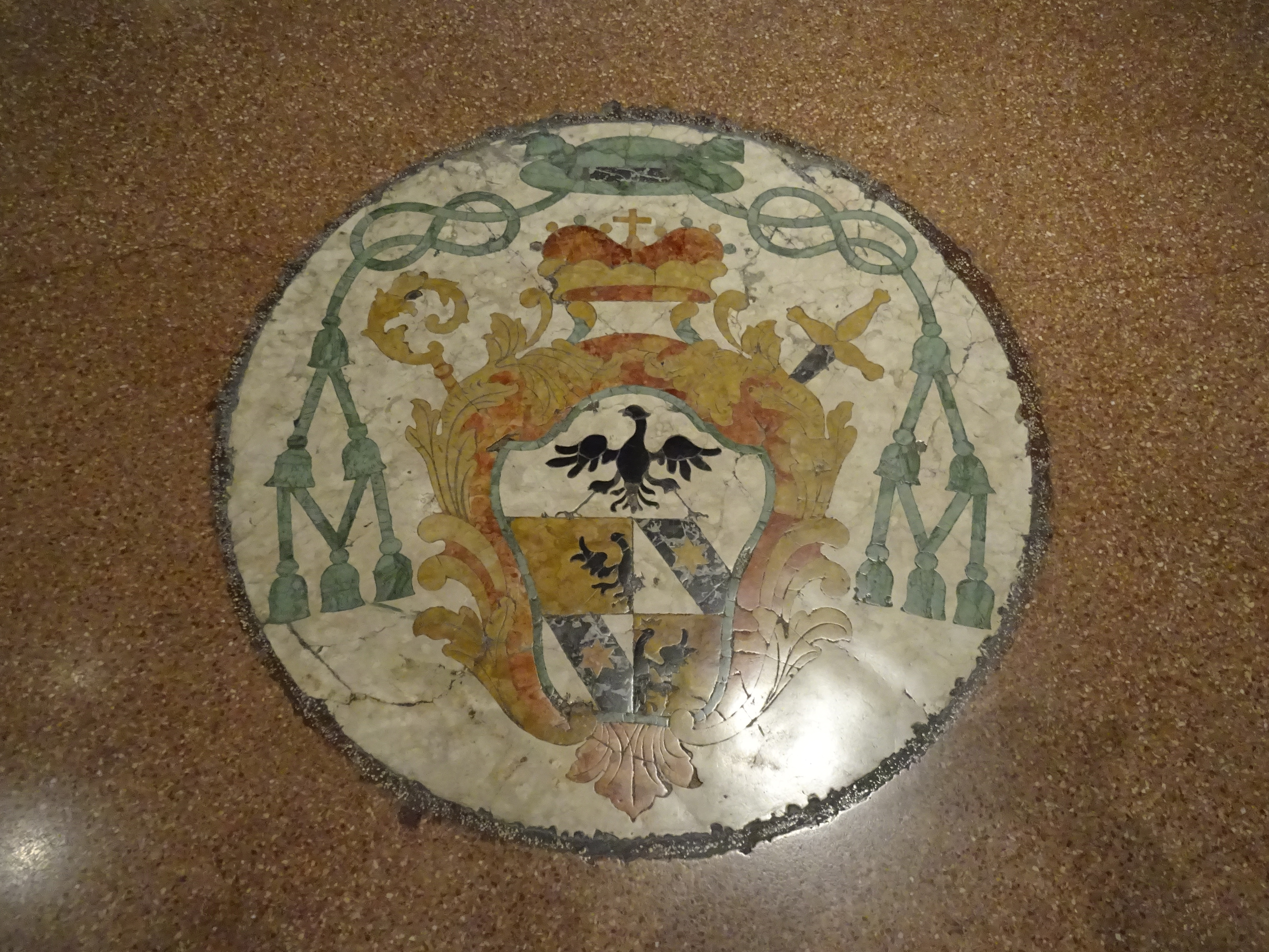
Stemma di Francesco Felice Alberti d'Enno sul pavimento della sala specchi nel castello del Buonconsiglio (Trento)

Francesco Felice Alberti di Enno nacque a Trento il 4 ottobre 1701 da una nobile famiglia cittadina che già aveva avuto tra i propri membri alcuni ecclesiastici della cattedrale.
Nell'aprile del 1726, dopo aver completato gli studi ecclesiastici, venne ordinato sacerdote nel Duomo di Trento.
Il 6 marzo 1756 venne prescelto dal vescovo suffraganeo di Trento Leopoldo Ernesto Firmian quale vescovo coadiutore della diocesi e divenne vescovo titolare di Miletopoli, per poi succedere sulla cattedra episcopale tridentina il 7 settembre 1758 alla morte del suo predecessore, Domenico Antonio Thun.
Durante il periodo della propria reggenza a Trento, egli si rifiutò a differenza dei suoi predecessori di aderire alle clausole contenute nel Landlibell del 1511, continuando a rivendicare e a difendere il rispetto dei patti confederali siglati in antichità contro le tendenze accentratrici della politica asburgica. Per tutta risposta egli si vide sequestrare tutte le rendite del principato dall'imperatrice Maria Teresa d'Austria. Dopo questo atto il vescovo venne costretto ad accogliere una nuova patente imperiale siglata il 12 maggio 1761 che imponeva anche al principato vescovile di Trento l'obbligo di uniformarsi alla riforma monetaria austriaca, il che fu reso possibile grazie anche alla politica filoaustriaca portata avanti dal canonico Carlo Trapp e da Bartolomeo Passi, decano del Capitolo.
Morì a Trento il 31 dicembre 1762.

## Genealogia episcopale
La genealogia episcopale è:
- Cardinale Sigismund von Kollonitz
- Vescovo Bartolomeo Antonio Passi
- Vescovo Francesco Felice Alberti di Enno